# Яновце (район Попрад)
Яновце (словац. Jánovce) — село и одноимённая община в районе Попрад Прешовского края Словакии. В письменных источниках начинает упоминаться с 1312 года.

## География
Село расположено в западной части края, на берегах ручья Сиготь (бассейн реки Горнад), при автодороге 18. Абсолютная высота — 591 метр над уровнем моря. Площадь составляет 9,67 км². Община состоит из трёх частей: Махаловце (словац. Machalovce), Ченчице (словац. Čenčice) и Яновце.

## Население
По данным последней официальной переписи 2021 года, численность населения Яновце составляла 1647 человек.
Динамика численности населения общины по годам:
| Год:                | 1994 | 2004     | 2014     | 2024     |
| ------------------- | ---- | -------- | -------- | -------- |
| Количество человек: | 996  | 1176     | 1593     | 1773     |
| Разница:            |      | +18,07 % | +35,45 % | +11,29 % |

Национальный состав населения (по данным переписи населения 2011 года):
| Национальность | Численность, человек |
| -------------- | -------------------- |
| словаки        | 1293                 |
| цыгане         | 33                   |
| чехи           | 3                    |
| немцы          | 1                    |
| поляки         | 1                    |
| другие         | 3                    |
| не указана     | 141                  |
| всего          | 1475                 |

По данным переписи 2021 года, в конфессиональном составе населения преобладали католики (93,4 %) и греко-католики (1,2 %).